# Pavići
Pavići (szerbül: Павићи), település Banja Luka községben, Bosznia-Hercegovinában, Bosanska krajina területén, a Szerb Köztársaságban. 

## Fekvése
Bosznia-Hercegovina északi részén, Banja Luka központjától légvonalban 25, közúton 37 km-re délnyugatra, 680-1000 méteres tengerszint feletti magasságban található.

## Népessége
| Nemzetiségi csoport | Népesség 1991 | Népesség 2013 |
| ------------------- | ------------- | ------------- |
| Szerb               | 607           | 267           |
| Bosnyák             | 0             | 0             |
| Horvát              | 0             | 0             |
| Jugoszláv           | 0             | 0             |
| Egyéb               | 0             | 2             |
| Összesen            | 607           | 269           |

## Története
A Glavica nevű magaslaton található őskori erődítmény maradványainak tanúsága szerint a település területén már a bronzkortól fogva éltek emberek. A Banja Luka és Mrkonjić Grad közötti hegyvidék a középkori zemljaniki plébániához tartozott, amelyet II. Prijezda bosnyák bán 1287-ből származó oklevele említ először. A területen a késő középkorból számos temető maradt fenn a korra jellemző stećak sírkövekkel. Ezek a kövek a kereszténység főáramlatának behódolni nem akaró, eredetileg Boszniában élő bogumilok díszesen faragott középkori sírkövei voltak. Minden falunak és közösségnek volt ilyen nekropolisza, melyekből Pavići területén hat is található, mely azt jelenti, hogy a mai Pavići területe a késő középkorban meglehetősen sűrűn lakott volt. Zmijanje a Jajcától északra fekvő Orbász-völgy várainak elesésével 1527-1528-ban oszmán fennhatóság alá került. Az első, 1540-ig tartó időszakban ezt a területet a Brod járásbeli Vrhovina náhijéhoz csatolták, majd amikor az oszmánok átkeltek a Száván, Zmijanje a Boszniai szandzsákhoz és a Kobaši kadilukhoz tartozott. A harcok lecsendesedésével a Zmijanjei náhije különvált, és önálló közigazgatási egység lett. 1592-től a Banja Luka-i kádilukhoz tartozott.
A település 1878-ig tartozott az Oszmán Birodalomhoz, ekkor a berlini kongresszus határozata alapján az Osztrák-Magyar Monarchia része lett. 1879-ben az első osztrák-magyar népszámlálás során a Banja Luka-i járáshoz tartozó településnek 94 háztartása és 465 ortodox lakosa volt. 1910-ben a Banja Luka-i járáshoz tartozó településen 89 háztartást és 665 lakost találtak. A monarchia szétesésével 1918-ban előbb a Szerb-Horvát-Szlovén Királyság, majd 1929-től a Jugoszláv Királyság része. 1921-ben a községnek összesen 92 háztartása és 617 lakosa volt. Jugoszlávia megszállása után a Független Horvát Állam (NDH) része lett. A második világháború után a szocialista Jugoszláviához tartozott. A daytoni békeszerződést követő területfelosztásnál Banja Luka község részeként a Szerb Köztársaság területéhez került.

## Nevezetességei
- Čoriča brdo – középkori temető maradványai 26 darab, nyugat-keleti tájolású stećakkal.[4]

- Debelo brdo - középkori temető maradványai 26 darab, nyugat-keleti tájolású stećakkal.[4]

- Glavica – őskori erődítmény maradványai. A maradványok a Glavica 80x40 méteres, ellipszoid alakú platóján találhatók. Az erődítményt három oldalról a patakmeder, az északi oldalon pedig földsánc védte. Korát a késő bronzkorban és a vaskorban határozták meg. [4]

- Mramorje – Gjuričići középkori temetőjének maradványai, 60 darab, nyugat-keleti tájolású stećakkal.[4]

- Mramorje - Savanovići középkori temetőjének maradványai, 3 darab, nyugat-keleti tájolású stećakkal. A többi az idők során elpusztult.[4]

- Mramorje - Savanovići középkori temetőjének maradványai, 25 darab, nyugat-keleti tájolású stećakkal.[4]

- Pavičko Mramorje – középkori temető maradványai a Grčka gradina északkeleti lejtőjén, 71 darab, nyugat-keleti tájolású stećakkal.[4]